# Pontevedra Club de Fútbol 1946-1947
Questa voce raccoglie le informazioni riguardanti il Pontevedra Club de Fútbol nelle competizioni ufficiali della stagione 1946-1947

## Stagione
Nella stagione 1946-1947, il Pontevedra arrivò al primo posto in classifica nella Tercera División nel Gruppo I, venendo poi eliminato nella fase successiva della competizione. Il campionato era organizzato in 12 gironi all'italiana, con successivi play-off.

## Rosa
| N. |                   | Ruolo | Calciatore                 |  |
|    | Spagna (bandiera) | P     | Antonio Castellanos        |  |
|    | Spagna (bandiera) | P     | Manuel Domínguez Barril    |  |
|    | Spagna (bandiera) | D     | José Antonio Abeledo Pérez |  |
|    | Spagna (bandiera) | D     | Manuel Pérez Otero         |  |
|    | Spagna (bandiera) | D     | Vicente Cons               |  |
|    | Spagna (bandiera) | D     | Luis Celso Maquieira       |  |
|    | Spagna (bandiera) | D     | José Argiz Rodríguez       |  |
|    | Spagna (bandiera) | D     | Pou                        |  |
|    | Spagna (bandiera) | D     | Jaime                      |  |
|    | Spagna (bandiera) | C     | Manuel Carballo Lores      |  |
|    | Spagna (bandiera) | C     | Lora                       |  |

| N. |                   | Ruolo | Calciatore             |  |
|    | Spagna (bandiera) | C     | José Lage Villar       |  |
|    | Spagna (bandiera) | C     | Telesforo Lorenzo Gama |  |
|    | Spagna (bandiera) | C     | José María Gil López   |  |
|    | Spagna (bandiera) | C     | Pou II                 |  |
|    | Spagna (bandiera) | C     | Carolina               |  |
|    | Spagna (bandiera) | C     | Pons                   |  |
|    | Spagna (bandiera) | A     | Manuel Baltar          |  |
|    | Spagna (bandiera) | A     | Pepiño                 |  |
|    | Spagna (bandiera) | A     | Pedro Sande García     |  |
|    | Spagna (bandiera) | A     | Churruca               |  |